# Пети септембар
Пети септембар (енгл. September 5) је филмски трилер из 2025. у режији Тима Фелбаума. Глумачку поставу предводе Питер Сарсгорд, Џон Магаро, Бен Чаплин и Леони Бенеш. Филм приказује минхенски масакр из 1972. године из перспективе екипе ABC Sports и њиховог извештавања о догађајима.
Премијера је приказана 29. августа 2024. на Филмском фестивалу у Венецији, након чега је 13. децембра 2024. приказан у одабраним биоскопима. Од 17. јануара 2025. започело је приказивање у свим биоскопима, односно 27. марта 2025. у Србији. Добио је позиривне рецензије критичара и освојио бројна признања. Такође је био номинован за Оскара за најбољи оригинални сценарио и Златни глобус за најбољи играни филм (драма).

## Радња
У средишту приче је Џефри, млади и амбициозни продуцент који жели да се докаже шефу, легендарном телевизијском извршном директору, Руну Алриџу. Заједно са Маријом која преводи са немачког и својим ментором Марвином Бејдером, Џеф неочекивано преузима кормило преноса уживо. Док се наративи мењају, време откуцава, а опречне гласине се шире, а животи талаца висе о концу, Џеф се бори са тешким одлукама, суочавајући се са сопственим моралним начелима.

## Улоге
| Глумац           | Улога            |
| ---------------- | ---------------- |
| Питер Сарсгорд   | Рун Арлиџ        |
| Џон Магаро       | Џефри Мејсон     |
| Бен Чаплин       | Марвин Бејдер    |
| Леони Бенеш      | Маријана Гебхарт |
| Зинедин Суалем   | Жак Лесгардс     |
| Џорџина Рич      | Гледис Дајст     |
| Кори Џонсон      | Хенк Хенксон     |
| Маркус Радерфорд | Картер Џефри     |
| Данијел Адеосун  | Гари Слотер      |
| Бенџамин Вокер   | Питер Џенингс    |
| Рони Ерман       | Дејвид Бергер    |